# 2022年世界陸上競技選手権大会ウズベキスタン選手団
2022年世界陸上競技選手権大会ウズベキスタン選手団では、2022年7月15日から7月24日までアメリカ合衆国のユージーンで開催された第18回世界陸上競技選手権大会のウズベキスタン選手団。

## 選手団
- 人員: 選手 1人

## 選手名簿・結果
| 選手                   | 種目       | 予選  | 予選 | 決勝      | 決勝 |
| 選手                   | 種目       | 結果  | 順位 | 結果      | 順位 |
| ---------------------- | ---------- | ----- | ---- | --------- | ---- |
| サフィナ・サドゥラエワ | 女子走高跳 | 1.93m | 1位  | 1.96m =PB | 5位  |